# Cleistanthus angustifolius
Cleistanthus angustifolius là một loài thực vật có hoa trong họ Diệp hạ châu. Loài này được Merr. mô tả khoa học đầu tiên năm 1912 publ. 1913.